# Gołuszowice
Gołuszowice (niem. Kreuzendorf, cz. Křížovice) – wieś w Polsce położona w województwie opolskim, w powiecie głubczyckim, w gminie Głubczyce, na Płaskowyżu Głubczyckim u podnóża południowo-wschodniej części Gór Opawskich.
W latach 1954–1968 wieś należała i była siedzibą gromady Gołuszowice.
We wsi znajduje się Szkoła Podstawowa im. Henryka Sienkiewicza.

## Nazwa
Do 1945 r. miejscowość nosiła nazwę Kreuzendorf, przez pewien czas po wojnie obowiązywała błędna nazwa Krzyżanowice.

## Zabytki

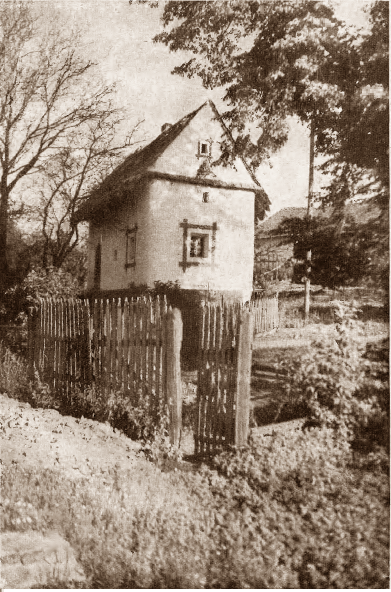
Dom rodzinny pisarza Johannesa Reinelta w Gołuszowicach

Do wojewódzkiego rejestru zabytków wpisane są:
- kościół par. pw. św. Marcina, z XVI w., 1718 r., 1837 r.
- dom nr 29, z poł. XIX w.
- dom nr 76, z poł. XIX w.
- dom nr 77, z poł. XIX w.

## Osoby związane ze wsią
- Johannes Reinelt (1858–1906) – urodził się w Gołuszowicach śląski poeta, znany pod pseudonimem Philo vom Walde.